# Archibald Thomas Robertson
Archibald Thomas Robertson (ur. 6 listopada 1863 w Cherbury, zm. 24 września 1934 w Louisville) – amerykański biblista i kaznodzieja protestancki.
Robertson był baptystą. Wykładał wprowadzenie do Pisma Świętego i egzegezę Nowego Testamentu w Southern Baptists’ Theological Seminary w Louisville. Wydał kilkadziesiąt opracowań dotyczących biblistyki.